# Physiphora alceae
Physiphora alceae ist eine Fliege aus der Familie der Schmuckfliegen (Ulidiidae).

## Merkmale
Die Fliegen erreichen eine Körperlänge von 3,0 bis 4,0 Millimetern. Ihr Körper ist glänzend metallisch grün- oder blauschwarz gefärbt, der verhältnismäßig große Kopf ist gelbrot. Die Fühler liegen wie bei allen Arten der Gattung Physiphora frei, da die Fühlerfurchen nur schlecht entwickelt sind. Die Flügelader R1 besitzt kein Börstchen, die Adern R4+5 und m liegen an der Mündung sehr nahe beieinander. Die Analzelle besitzt eine scharfe Ecke. Das erste Tarsenglied der Vorderbeine ist weiß gefärbt, was die Art von den übrigen Arten der Gattung Physiphora unterscheidet, die komplett schwarze Tarsen haben. 

## Vorkommen und Lebensweise
Die Tiere kommen in der Paläarktis und Nearktis vor. Die Imagines saugen an Hundekot und ähnlichem. Das Männchen wirbt um das Weibchen mit auffälligen Kreistänzen. Die Larven entwickeln sich in Kot, wie etwa Kuhmist, Pferdeäpfeln, aber auch in verfaulendem pflanzlichen Material. Sie können sich springend fortbewegen. 

## Belege